# Megaselia connexa
Megaselia connexa är en tvåvingeart som beskrevs av Borgmeier 1962. Megaselia connexa ingår i släktet Megaselia och familjen puckelflugor. Inga underarter finns listade i Catalogue of Life.